# جو جيلمان
جو جيلمان (بالإنجليزية: Joe Gilman)‏ هو عازف جاز أمريكي، ولد في 27 يونيو 1962 في ساكرامنتو في الولايات المتحدة.

## وصلات خارجية
- الموقع الرسمي
- جو جيلمان على موقع ميوزك برينز (الإنجليزية)
- جو جيلمان على موقع ديسكوغز (الإنجليزية)